# Michael Göttsche
Michael Göttsche (* 6. November 1934 in Hamburg; † 2013 in Dresden) war ein deutscher Zeichner, Maler und Bildhauer.

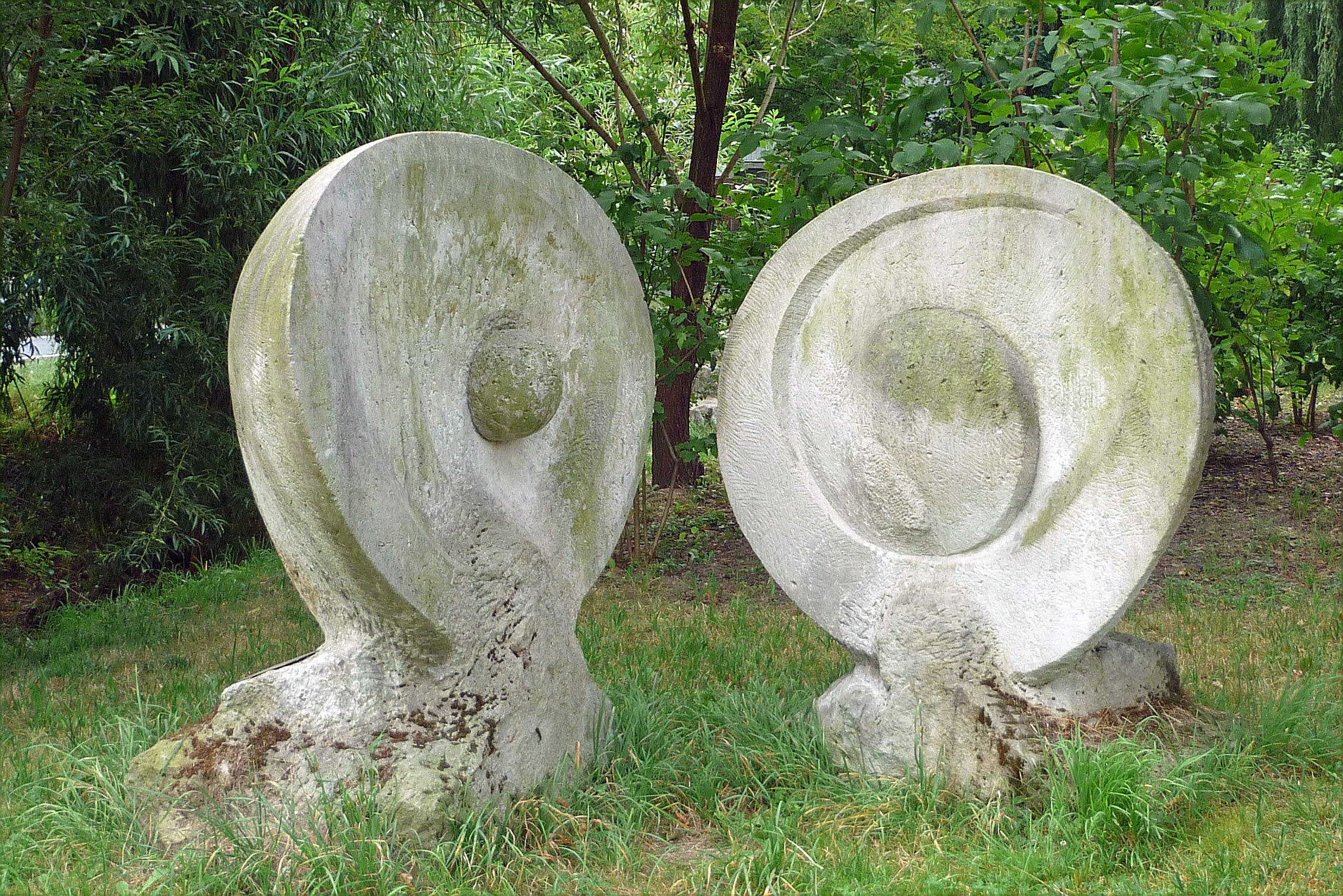
Mollusken

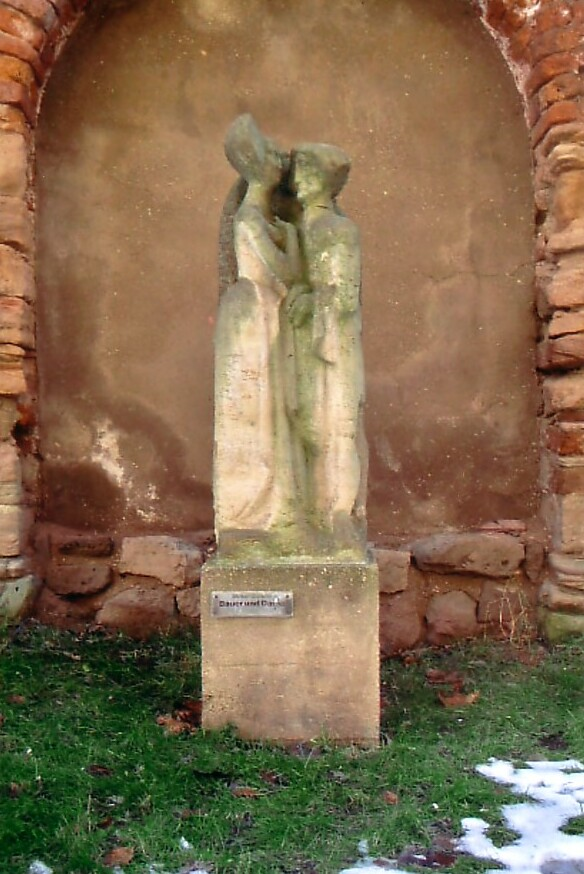
Bauer und Dame

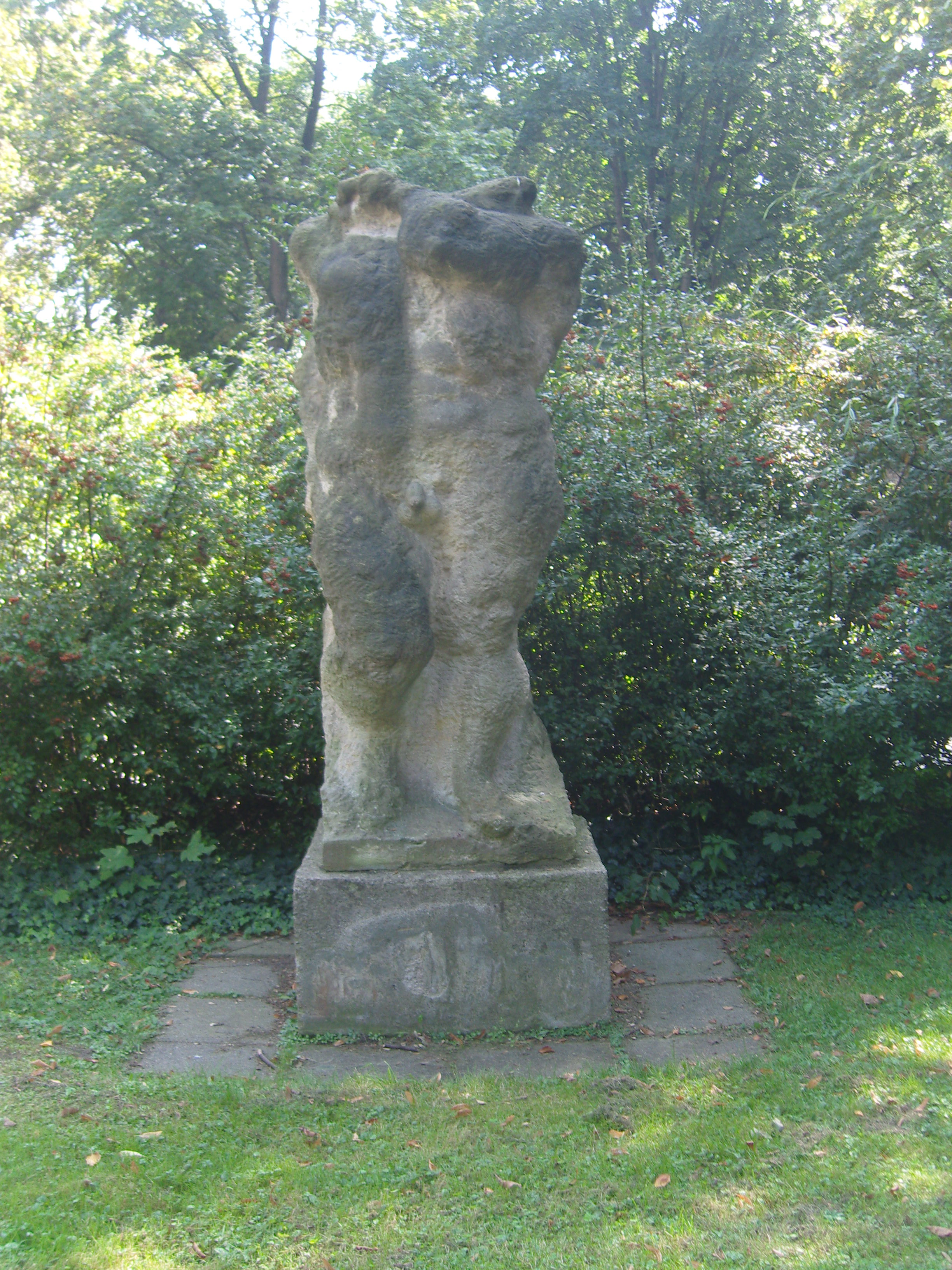
Sandsteintorso

## Leben
Göttsche wurde in Hamburg geboren. Zunächst erlernte er den Beruf eines Dekorationsmalers und übte diesen bis zur Umsiedlung aus. Die Familie siedelte in den 50er Jahren nach Dresden. Hier begann er in der Zeit von 1956 bis 1958 ein Studium an der Hochschule für Bildende Künste Dresden im Fach Bildhauer. Ab dem Jahr 1958 wurde er in Dresden sesshaft und arbeitete bis 1975 in seinem erlernten Beruf als Dekorationsmaler. Während dieser Zeit autodidaktisches Erlernen der Bildhauerei. Ab dem Jahr 1975 freischaffend in Dresden tätig. Von 1988 bis 1998 arbeitete er im Atelier im Künstlerhaus Dresden-Loschwitz. Er war Mitglied im Verband Bildender Künstler und u. a. 1977/1978, 1982/1983 und 1987/1988 auf den Kunstausstellungen der DDR in Dresden vertreten.
Für die künstlerische Gestaltung des Wohngebietes Dresden-Gorbitz arbeitete er 1984 verschiedene Modellvorschläge aus (Archivaliensignatur 13.)
Neben Arbeiten im öffentlichen Raum schuf er zahlreiche Kleinplastiken. Seine bedeutendste war die Bronzeplastik Drei apokalyptischen Reiter. Während der Ausstellung 100 Jahre Künstlerhaus Dresden-Loschwitz im Jahr 1998 präsentierte er die Bronzeplastik Das Einhorn (1977) im Leonhardi-Museum Dresden. Im Jahr 1977 schuf er für den Film Peter auf dem Rosenhügel zwei Trickfilmfiguren. Nach Krankheit verstarb er 2013 in Dresden.

## Werke, Auswahl
- 1977: Brunnenplastik Krebs in Dresden, Verzeichniseinheit 379 Archiv Dresden.[5]
- 1977: Trinkbrunnen Rabe mit Krug Dresden Prohlis, 1. Bauabschnitt, Verzeichniseinheit 341 Archiv Dresden.[5]
- 1976: Sandsteintorso auf dem Sachsenplatz in Dresden,
- 1979: Gestaltung des Pausenhofs durch Peter Schulze und Michael Göttsche in der Körperbehindertenschule Dresden, Verzeichniseinheit 14 Archiv Dresden.[5]
- 1985: Skulptur Bauer und Dame in Gera,
- 1985: Skulptur Mollusken, Dahlienweg 20, Dresden-Gorbitz.
- 1985: Sandsteinstele Altgruna unter Verwendung einer alten Hochwassermarkierung für den komplexen Wohnungsbaustandort Altgruna in Dresden Verzeichniseinheit 423 Archiv Dresden.[5]
- 1987: Sandstein-Relief für das renovierte Gebäude des Bezirksvorstands der Vereinigung der gegenseitigen Bauernhilfe in Dresden-Strehlen. (Archivaliensignatur 369.; Verzeichniseinheit 325 Archiv Dresden).[5][3]